# Felix Grovit
Felix Grovit (India, circa 1945) is de voorzitter en CEO van de Inver Trust Corporation, zijnde de houdstermaatschappij van de activa van de trusts van de familie Grovit.
Felix Grovit werd in 1945 geboren in India als Fareed Ismail. Op zijn vijfde verhuisde hij met zijn ouders naar Engeland. Hij studeerde daar aan het Wellington College in Berkshire en later in Zwitserland aan het Aiglon College. Hij maakte een aanvang met een juridische carrière als lid van de Middle Temple in Londen, maar voordat hij zich gekwalificeerd had als advocaat richtte hij zich volledig op de handel in onroerend goed. In 1974 deed hij het grootste deel van zijn participaties van de hand en startte hij met Chequepoint, een internationale keten van geldwisselkantoren die hij vanuit Londen wist uit te breiden naar andere belangrijke toeristische bestemmingen zoals Amsterdam, Barcelona, Parijs, New York, Hongkong, Praag en Madrid.
Felix Fareed Ismail Grovit is inmiddels multimiljonair en actief in financiële dienstverlening en softwareontwikkeling. Zijn belangrijkste holding is momenteel de Inver Trust Corporation (officieel gevestigd  in Willemstad, Curaçao) met een netto eigen vermogen van £ 270m. In India is hij onder meer actief op het terrein van software (met Halcyon Datasys) en projectontwikkeling. Zijn totale vermogen wordt geschat op £ 430m.
Felix Grovit werkt samen met zijn zoon Stefan Grovit. Zijn broer is Sayeed Ismail.

## Trivia
Hoewel Grovit zijn fortuin heeft gemaakt met het wisselen van geld schijnt hij bankbiljetten alleen met handschoenen te willen aanraken.